# Năzuința
Năzuința a fost un săptămânal editat de Consiliul Județean Sălaj al PCR între 23 februarie 1968 și decembrie 1989 la Zalău, județul Sălaj. 
Imediat dupa reforma administrativă care restabileste județele, la Zalau apare, pe 23 februarie 1968, Năzuința, un saptamanal de 12 pagini, care este tiparit la Intreprinderea poligrafica Cluj
Pe 22 decembrie 1989, Năzuința si-a schimbat numele in Țara Silvaniei, iar pe 30 decembrie 1989 in Graiul Sălajului.